# Lars Peter Hansen
Lars Peter Hansen là Giáo sư kinh tế tại Đại học Chicago. Ông đã đoạt Giải Nobel Kinh tế năm 2013 cùng với Robert J. Shiller và Eugene Fama.

## Sự nghiệp
Lars Peter Hansen sinh ngày 26 tháng 10 năm 1952. Ông tốt nghiệp Đại học Utah State môn Toán học, Chính trị học vào năm 1974. Ông làm luận văn và tốt nghiệp Tiến sĩ Kinh tế vào năm 1978 tại Đại học Minnesota.
Lars Peter Hansen đã làm trợ lý và phó giáo sư tại Đại học Carnegie Mellon trước khi chuyển đến Đại học Chicago vào năm 1981. Ông hiện là Giáo sư Kinh tế, Thống kê tại Đại học Chicago.

## Gia đình
Hansen là người gốc Đan Mạch, ông kết hôn với Grace Tsiang là con gái của nhà kinh tế nổi tiếng Sho-Chieh Tsiang, người Mỹ gốc Trung Quốc. Hansen và Tsiang có một con trai là Peter. Ông có hai anh em, Ted Howard Hansen, một nhà miễn dịch tại Đại học Washington ở St Louis và Roger Hansen, một kỹ sư thuộc lĩnh vực quản lý tài nguyên nước. Cha của Hansen, Roger Gaurth Hansen, là một giáo sư hóa sinh và hiệu trưởng của trường Đại học bang Utah.

## Giải thưởng
Ngày 14 tháng 10 năm 2013, Lars Peter Hansen được trao Giải Nobel Kinh tế cùng với Eugene F. Fama và Robert J. Shiller. 